# Lepolemo
El Lepolemo es un libro de caballerías español, obra de Alonso de Salazar, impreso por primera vez en 1521 con el título de Libro del invencible caballero Lepolemo. Se conoció también con el nombre de El caballero de la cruz, con el que lo cita Miguel de Cervantes en el Quijote, aunque sin especificar si se refería a la obra de Salazar o a su continuación italiana: Leandro el Bel, publicada en español en 1563 con el título de Libro segundo del esforzado caballero de la Cruz.
De conformidad con el tópico de la falsa traducción, Lepolemo se presenta como una obra escrita originalmente en lengua arábiga por un moro llamado Xarton, contemporáneo del protagonista. En sus páginas se relatan la vida y aventuras del caballero de ese nombre, hijo de los Emperadores de Alemania, que en su infancia es raptado por unos corsarios turcos y vendido como esclavo en Túnez, donde transcurren sus primeros años. Armado caballero por el soldán de Egipto, hace prodigios de valor en una guerra entre ese monarca y el Gran Turco y posteriormente lleva a cabo otras hazañas, entre ellas la de dar muerte al gigante Morbón y liberar a sus verdaderos padres, que eran cautivos suyos. La historia concluye con el matrimonio de Lepolemo con la bellísima Andriana, princesa de Francia, después de que se ha revelado el secreto de su identidad.
Lepolemo fue una obra bastante popular, como lo demuestra el número de reimpresiones de que fue objeto y su traducción a otros idiomas. Su acción es bastante realista y verosímil, y se aparta en muchos elementos de lo que era típico en los libros de caballerías, ya que en la obra no hay encantamientos, ni torneos, ni doncellas andariegas; el único gigante que aparece es Morbón, y hasta la geografía y la descripción de las costumbres del África del Norte son relativamente exactas, por lo que el erudito Pascual de Gayangos y Arce supuso que el autor había sido cautivo en Argel o Túnez.